# Краковские компилятивные анналы
Краковские компилятивные анналы лат. Annales cracovienses compilati, пол. Rocznik Krakowski — написанная на латинском языке польская историческая компиляция кон. XIII в. Из источников можно выделить древние не сохранившиеся ''Анналы краковского капитула''. Сохранились в рукописи XIV в. Охватывают период с 966 по 1291 гг. Описывает события истории Польши с особым вниманием к истории Малой Польше и Кракова, а также Чехии, Венгрии. Представляют интерес как источник отразивший сведения не сохранившихся в самостоятельном виде древних польских анналов.

## Издания
- Annales cracovienses compilati / ed. W. Arndt, R. Roepell // MGH, SS. Bd. XIX. Hannover. 1866, p. 582-606[2].

- Annales Cracovienses Compilati / ed. W. Arndt, R. Roepell // Scriptores rerum Germanicarum in usum scholarum ex MGH recudi fecit. 1866, p. 36-43[3].

- Rocznik Krakowski / ed. A. Bielowski // MPH. T. II. Lwow, 1872, p. 827-852[4].

## Переводы на русский язык
- Краковские компилятивные анналы в переводе А. С. Досаева на сайте Восточная литература